# Chiesa di Santa Chiara (Bogliasco)
La chiesa di Santa Chiara è un luogo di culto cattolico situato nel comune di Bogliasco, in via Giuseppe Mazzini, nella città metropolitana di Genova. La chiesa è sede della confraternita omonima.

## Storia
La fondazione della locale confraternita, devota a santa Chiara, è risalente al 1403, dovuto molto probabilmente al passaggio dei Bianchi di Provenza nel 1399 nel territorio bogliaschino. L'esistenza e le opere della congregazione sono testimoniati in numerosi atti notarili e documenti datati al XVI secolo.
In un documento del 1582 si attestò la visita apostolica compiuta da monsignor Francesco Bossi dove si verificò il buon stato dell'edificio e dei suoi arredi. L'oratorio fu completamente ricostruito e ampliato nella prima metà del 1600. L'affresco della volta dell'oratorio, realizzato da Oldoino Multedo a fine XIX secolo venne gravemente danneggiato da una forte tempesta di libeccio nel 2016, ed il cui recupero venne terminato nell'estate 2023.

## Descrizione
All'interno è conservato un crocifisso ligneo del 1712, restaurato nel 1988 e non più usato nelle processioni, dello scultore Giovanni Battista Maragliano figlio del celebre Anton Maria Maragliano. Di pregio anche la grande pala d'altare raffigurante San Rocco con san Pantaleone e santa Firmina del 1759 - di pittore sconosciuto - dove nella parte bassa del quadro è raffigurata l'antico abitato di Bogliasco e della cappella di San Rocco ad oggi scomparsa.
Altro pregevole dipinto è quello ritraente santa Chiara con i santi Francesco, Giovanni Battista, Simone e Sebastiano del 1602 forse ad opera di un artista genovese della scuola di Luca Cambiaso.
L'organo settecentesco (1722) è opera di Lorenzo Roccatagliata, restaurato tra il 1994 e il 1995. Sono inoltre conservati i quattro grandi crocifissi che vengono annualmente portati nelle processioni in occasione delle feste patronali.